# 马塘镇 (如东县)
马塘镇，是中华人民共和国江苏省南通市如东县下辖的一个乡镇级行政单位。版图面积142.7平方公里，人口8万余人。现马塘镇由原桐本、潮桥、凌民3乡与马塘镇区合并而成。马塘镇区居中，如泰运河、九圩港、马丰河三河围陆，使镇区为三角形岛陆。桐本、潮桥、凌民3乡并镇的时间分别是1995年、2000年、2001年。

## 古代历史
唐开成三年（838年），日本僧人圆仁入唐求法，从掘港庭（亭）西去扬州，七月十八日，“申时到郭补村停宿”，据史家查证，郭补村是今马塘前身。
唐初，尉迟宝林就在这里监造了大圣教寺（西方寺）大殿，并在此屯兵养马。
南唐（937年—975年），徐复治海陵盐政时，在这里建筑烹炼亭一座，并称之“金卤亭”。
南宋绍兴十八年（1148年），建马塘场。马塘，作为盐场名，记入史册。此前未见史载。
南宋德佑二年（1276年）右丞相文天祥因与元军谈判失败而脱险，渡海南归，经扶海洲海域，写下诗句“孤舟渐渐脱长淮，星斗当空月照怀。今晚分明栖海角，未应便道是天涯。”仍把这里描述为“海角”、“天涯”。

## 近代历史
1922年，本籍青年吴亚鲁在南京加入中国共产党，成为南通地区第一位中共党员。他在家乡发动组织进步团体“平民社”和“潮桥青年学友会”，刊发《平民声》和《潮桥青年报》。
1924年，本籍青年丛允中、王盈朝等，在南通江苏第一代用师范成立进步团体“晨光社”。
1938年，春，南通、如皋等城市失陷。国民政府如皋县政府和县党部退驻马塘。国民政府地方武装部队特务总队、常备二团、保安一旅、抗战支队先后进驻马塘。中共江北特委活动中心也从南通县金沙镇转移马塘镇。此间南通商益中学为避战迁至潮桥北乡朱家园，国民党常备二团团长薛承宗在许家楼创建邱陞中学，一时成为苏中名校。
1940年，冬，新四军东进。是年11月，叶胥朝等人和平接管国民政府如皋县政府，成立如皋县抗日民主政府。
1941年，中共苏中地区海防团初建成，团部驻沙家庄。

## 行政区划
马塘镇下辖以下地区：
市河社区、七里镇村、马东村、马西村、马南村、马北村、长路村、蔡渡村、潮北村、亚苏村、潮南村、王渡村、马丰村、许楼村、桃园村、沙庄村、徐庄村和尊山村。